# Machaerina nukuhivensis
Machaerina nukuhivensis är en halvgräsart som först beskrevs av Forest Buffen Harkness Brown, och fick sitt nu gällande namn av Tetsuo Michael Koyama. Machaerina nukuhivensis ingår i släktet Machaerina och familjen halvgräs.
Artens utbredningsområde är Marquesasöarna. Inga underarter finns listade i Catalogue of Life.